# پادشاهی کاستیا
پادشاهی کاستیل (به اسپانیایی: Reino de Castilla) یکی از پادشاهی‌های قرون وسطی در شبه‌جزیره ایبری بود. این پادشاهی به عنوان یک واحد مستقل در قرن نهم میلادی پدیدار شد و بیش از یک چهارم وسعت شبه جزیره ایبری را در بر می‌گرفت.
نام کاستیل به معنای سرزمین قلعه‌ها آمده‌است.
در متون اسلامی این نام را به صورت قشتاله می‌نوشتند.

## نگارخانه